# Dúo Dinámico
El Dúo Dinámico és un duo musical català. Va ser molt popular a Espanya i Amèrica Llatina en els anys 60 del segle xx, quan cantaven bàsicament en castellà. Format pels músics Manuel de la Calva Diego (Barcelona, 15 de febrer de 1937) i Ramón Arcusa Alcón (Barcelona, 10 de desembre de 1936), compositors i intèrprets, productors discogràfics i protagonistes de diverses pel·lícules. Van ser precursors del pop a Espanya, així com del fenomen fan en els anys 60 del segle xx.
El Duo Dinàmico va néixer a Barcelona el 28 de desembre de 1958. La primera actuació en públic la van realitzar al programa La comarca nos visita, de Ràdio Barcelona. La seva intenció era dir-se The Dynamic Boys, però el presentador del programa, Enrique Fernández, va dir que no sabia anglès i els va presentar com a "Dúo Dinámico", els dos músics van acceptar el nom i així va quedar per a la seva història.
La seva ascensió en popularitat i en venda de discos va ser espectacular, aconseguint el número u de vendes i èxits amb cançons com Quince años tiene mi amor, Quisiera ser, Perdoname, Bailando twist, Mari Carmen, Esos ojitos negros o Amor de verano, i protagonitzant també algunes pel·lícules musicals. Al 1965 adapten les seves primeres cançons al català i les graven en un single. La cara A conté Ai, aquells ulls tan negres (Esos ojitos negros) i la cara B Tu seràs la primera. Poc després editen un altre senzill amb dues nadales: Les dotze van tocant i Santa nit. I al 1966 editen un EP que recull els dos primers temes en català i n'adapta un parell més: La veritat (La verdad) i El missatge (El mensaje).
El Duo Dinámico va participar en festivals de cançó que es prodigaven per tot Espanya, van aconseguir diversos premis, guanyant el Festival de la Cançó de la Mediterrània a Barcelona amb el tema "Como ayer", cantada també per Bruno Lomas, el Festival de la Costa Verda amb Somos jóvenes, i van obtenir segons premis al Festival de Benidorm amb Quisiera ser i en una altra edició amb Amor amargo. El fermall final el van aconseguir com a autors, guanyant per primera vegada per a Espanya al Festival de la Cançó d'Eurovisió 1968 amb la cançó La, la, la, interpretada finalment per Massiel. Havia de ser cantada per Joan Manuel Serrat, amic de Manolo i Ramón, perquè en aquells temps tenien el mateix mànager, José María Lasso de la Vega. Serrat, al final, va decidir que només la cantaria en català i va provocar un conflicte amb la dictadura franquista.
El 1972 es retiren per produir, entre altres artistes, a Miguel Gallardo, José Vélez o Los Chunguitos i compondre per a Camilo Sesto, Cristina o Julio Iglesias, amb qui van col·laborar durant anys. Però mentrestant es reediten els seus discos i, finalment, al 1978, decideixen tornar a cantar.
El 1980 es publiquen els seus grans èxits i el 1986 graven temes nous. El 1990 el seu tema Resistiré es recupera per a la banda sonora de la pel·lícula ¡Átame!, del director manxec Pedro Almodóvar, i el 2010 és utilitzada per al programa Resistiré, ¿vale?, De la cadena Telecinco, presentat per Tania Llasera.
El 21 de setembre de 2007 s'estrena al Teatre Nuevo Apolo de Madrid el musical Quisiera ser amb una banda sonora basada en 24 èxits del Dúo Dinámico.
En l'actualitat, el Duo Dinámico segueix la seva activitat artística pels escenaris.